# Коськово (Ленинградская область)
Косько́во — деревня в Тихвинском районе Ленинградской области. Административный центр Коськовского сельского поселения.

## История
Деревня Косково упоминается в переписи 1710 года в Спасском Шиженском погосте Нагорной половины Обонежской пятины.
Как деревня Каскова, состоящая из 24 крестьянских дворов, она обозначена на «Специальной карте западной части России» Ф. Ф. Шуберта 1844 года.

КОСТКОВО — деревня Костковского общества, прихода Шиженского погоста.

Крестьянских дворов — 32. Строений — 60, в том числе жилых — 50. Синильное заведение и кузница.

Число жителей по семейным спискам 1879 г.: 77 м. п., 96 ж. п.; по приходским сведениям 1879 г.: 77 м. п., 89 ж. п.

В конце XIX — начале XX века деревня административно относилась к Саньковской волости 1-го земского участка 2-го стана Тихвинского уезда Новгородской губернии.

КОСКОВО (КОСТЬКОВО) — деревня Косковского общества, дворов — 55, жилых домов — 55, число жителей: 169 м. п., 153 ж. п. 

Занятия жителей — земледелие, лесные промыслы. Река Паша. Часовня, земская школа, 2 мелочных лавки. (1910 год)

С 1917 по 1918 год деревня Косково входила в состав Саньковской волости Тихвинского уезда Новгородской губернии.
С 1918 года в составе Череповецкой губернии.
С 1924 года в составе Прогальской волости.
С 1927 года в составе Пашского сельсовета Тихвинского района.
В 1928 году население деревни Косково составляло 339 человек.
Согласно карте Ленинградской области Северо-западного аэрогеодезического треста ГГУ издания 1932 года деревня насчитывала 36 крестьянских дворов:
| Внешние изображения | Внешние изображения                 |
| ------------------- | ----------------------------------- |
|                     | Деревня Коськово на карте 1932 года |

По данным 1933 года деревня называлась Костково и входила в состав Пашского сельсовета Тихвинского района.
В 1961 году население деревни Косково составляло 171 человек.
По данным 1966 и 1973 годов деревня называлась Коськово и также входила в состав Пашского сельсовета.
По данным 1990 года деревня Коськово являлась административным центром Шиженского сельсовета, в который входил 21 населённый пункт, общей численностью населения 849 человек. В самой деревне Коськово проживал 461 человек.
В 1997 году в деревне Коськово Шиженской волости проживали 500 человек, в 2002 году — 373 (русские — 94 %). Деревня Коськово являлась административным центром волости.
С 1 января 2006 года в соответствии с областным законом № 52-оз от 1 сентября 2004 года «Об установлении границ и наделении соответствующим статусом муниципального образования Тихвинский муниципальный район и муниципальных образований в его составе» деревня Коськово является центром Коськовского сельского поселения.
В 2007 году население деревни Коськово Коськовского СП составляло 497 человек, в 2010 — 463 человека, в 2012 году — 486 человек, в 2025 году — 357 человек.

## География
Деревня расположена в северо-западной части района на автодороге 41К-021 (Паша — Часовенское — Кайвакса) в месте примыкания к ней автодороги 41К-886 (Коськово — Исаково).
Расстояние до районного центра — 52 км.
Расстояние до ближайшей железнодорожной станции Тихвин — 50 км.
Деревня находится на левом берегу реки Паша.

## Демография
| 2007 | 2010 | 2017 |
| ---- | ---- | ---- |
| 497  | ↘463 | ↘420 |

### Национальный состав
Согласно данным Всероссийской переписи населения 2021 года в деревне проживали 360 человек, из них:
 русские — 341, украинцы — 5, азербайджанцы — 4, молдаване — 4, белорусы — 3, татары — 2, один человек национальность не указал.

## Религия
- Часовня Георгия Победоносца, 2001 года постройки, деревянная, действующая[22].
- Часовня Ксении Петербургской, 2003 года постройки, деревянная, действующая[23].

## Улицы
Береговая, Центральная, Школьная.